# Parafia św. Jadwigi w Węgrach
Parafia św. Jadwigi w Węgrach – znajduje się w dekanacie Borów w archidiecezji wrocławskiej. Erygowana w XIV wieku.
Obsługiwana przez księży archidiecezjalnych. Jej proboszczem jest ks. mgr Adam Andrejczuk.

## Parafialne księgi metrykalne
| Księgi metrykalne | Okres ewidencji |
| ----------------- | --------------- |
| chrztów           | 1945 -          |
| ślubów            | 1945 -          |
| zgonów            | 1945 --         |